# Jochen Roos (Schwimmer)
Jochen Roos (* 1944) ist ein deutscher Brustschwimmer, der für die Wasserfreunde Wuppertal den ersten Deutschen Meistertitel in einem Einzelrennen holte.
Roos, trainiert von Heinz Hoffmann, wurde 1962 Deutscher Meister über 100 m in einer Zeit von 1:13,6 min. Anders als sein kleinerer Klubkamerad Willi Donners, im Jahr darauf Meister über 200 m, bevorzugte Roos einen eher gleitenden Stil.
Rolf Müller, hessischer Politiker und LSB-Vorsitzender Hessen, erklärte 2008 in einem Interview über den drei Jahre älteren untadeligen Sportsmann: 

„Es gab da einen Brustschwimmer, Jochen Roos aus Wuppertal; ich bin dreimal gegen den geschwommen und hatte jedes Mal den Eindruck, ich schwimme nicht, ich stehe. Warum das ausgerechnet der war, der so etwas wie Macht über mich hatte, weiß ich nicht.“

Nach seinen Erfahrungen aus einem Höhentraining für die Olympischen Spiele 1968 in Mexiko befragt, wo sein früherer Klubkamerad Michael Holthaus eine Bronzemedaille über 400 m Lagen errang, antwortete der spätere Sportlehrer Roos: „An der Küste waren wir immer gut.“
Nach seiner Pensionierung häuften sich Roos’ Auftritte bei Masters-Wettbewerben, nun für die SG Wuppertal startend. 2013 erreichte er über 100 m noch eine Zeit von 1:29,64, 2014 in der Altersklasse 70 über 50 m 42,0 s.